# Polski nagrobek renesansowy
Polski nagrobek renesansowy dzieli się na dwa główne rodzaje: architektoniczno-zdobniczy, która pojawia się w Krakowie po 1502 r. w związku z budową nagrobka Jana Olbrachta na Wawelu i figuralny od 1521 r. także na Wawelu, w związku z budową nagrobka biskupa Jana Konarskiego w formie poziomej, pulpitowej płyty z płaskorzeźbioną postacią zmarłego. Oba te typy występują w kaplicy Zygmuntowskiej.

## Najważniejsi twórcy nagrobków renesansowych

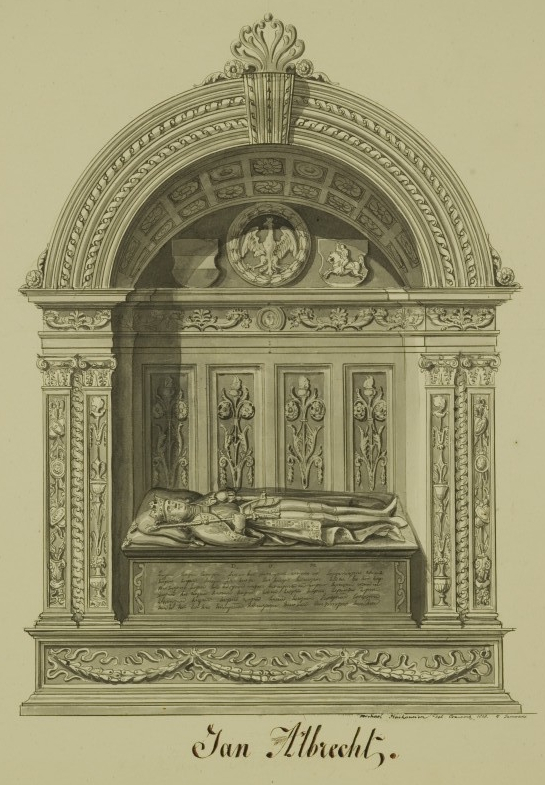
Tumba Jana Olbrachta

- Franciszek Florentczyk
- Bartolommeo Berrecci
- Jan Maria Padovano
- Jan Michałowicz z Urzędowa
- Hieronim Canavesi
- Santi Gucci

## Nagrobek króla Jana Olbrachta: początki renesansu w Polsce
Podobnie jak w architekturze, także w rzeźbie łączono motywy gotyckie z renesansowymi, przykładem jest nagrobek Jana Olbrachta. Nisza nagrobka jest renesansowa o wpływach florenckich, ale płyta z postacią zmarłego ma charakter późnogotycki i wzorowana jest na rzeźbie jego ojca Kazimierza Jagiellończyka dłuta Wita Stwosza. Nagrobek Jana Olbrachta powstał w 1503 roku, na zlecenie królowej, matki Olbrachta Elżbiety. Znajduje się w osobnej kaplicy grobowej, pod wezwaniem Bożego Ciała i świętego Andrzeja Apostoła.
Tumbę o cechach gotyckich wykonał Stanisław Stwosz lub Jorg Huber z Passawy, współpracujący ze Stwoszem przy realizacji memorii Kazimierza Jagiellończyka. Natomiast opracowana architektonicznie nisza jest dziełem przybyłego z Włoch Franciszka Florentczyka.
Obramienie nagrobka stanowi jedno z pierwszych świadectw renesansu w Polsce i zapoczątkowuje nową epokę w polskiej sztuce sepulkralnej.
Pomnik Jana Olbrachta nawiązuje do florenckiego typu arkadowych nagrobków przyściennych, których modelowym przykładem jest pomnik Leonarda Bruniego, wzniesiony przez Bernarda Rosselina w kościele Sta Croce po 1444 r.
Przez zastosowanie systemu dwóch arkad nagrobek Jana Olbrachta jest szczególnie bliski włoskim dziełom drugiej połowy XV wieku i początków XVI wieku( pomnik papieża Pawła II: zdwojona arkada, doży Andrea Vendramina w Wenecji, czy Ascania Sforzy dłuta Andrea Sansovina w Rzymie.
Nagrobek Jana Olbrachta, pierwsze dzieło renesansu, stał się wzorem dla przedstawień grobowych w Polsce. Z jego pojawieniem skończyła się dwuwiekowa tradycja nagrobków tumbowych. Odtąd, przez długi czas polskie pomniki w przeważającej części będą niszowymi konstrukcjami przyściennymi. System dwóch arkad pojawił się kilkanaście lat później na ścianach kaplicy Zygmuntowskiej i wiele późniejszych pomników reprezentuje różne jego transpozycje. Oddziałał również zastosowany w nagrobku Jana Olbrachta zespół form ornamentalnych, z którego większość motywów znalazła się także w bogatym wnętrzu kaplicy Zygmuntowskiej.

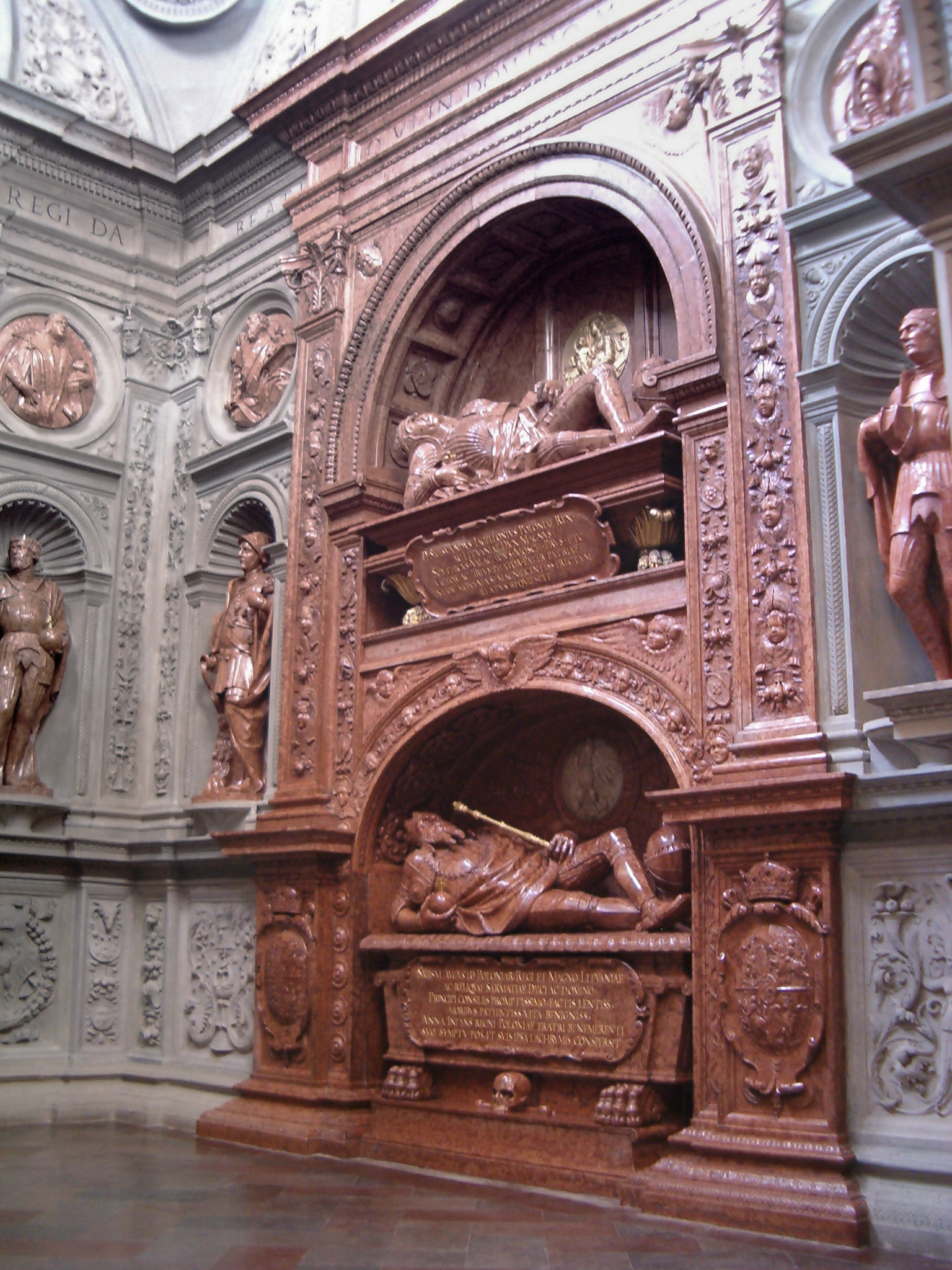
Nagrobek Zygmunta I Starego i Zygmunta II Augusta

## NagrobekZygmunta Starego– poza sansovinowska
W całej pełni objawił się renesans włoski w rzeźbie kaplicy Zygmuntowskiej. Bartolommeo Berrecci był nie tylko jej głównym architektem, ale także rzeźbiarzem, który wykonał partie figuralne.
Figura króla została wykonana w innej stylistyce niż popiersi w medalionach zdobiących ściany kaplicy.
Król w pozie leżącej, nawiązuje do pozy sansovinowskiej, czyli postaci nie zmarłej a śpiącej. Polskie nagrobki w odróżnieniu od włoskich są bardziej zdynamizowane, w Polsce zauważa się tendencję do dysharmonijnego, renesansowego łamania ciała przedstawionych postaci. Tors króla jest uniesiony ku górze, podparty ramieniem zgiętym w łokciu. Głowa odchylona jest w tył a jedna z nóg mocno wygięta w kolanie.
Poza sansovinowska zyska na popularności w renesansowej sztuce sepulkralnej w Polsce. Około 1539 r. rzeźba krakowska zaczęła inspirować śląską. Na Śląsku wytworzył się dość specyficzny typ nagrobka łączącego elementy baldachimowej struktury gotyckiej z renesansowymi szczegółami i sansovinowską postacią zmarłego. Kolumny zredukowano do trzech, z których środkowa przecina optycznie figurę zmarłego (np. Nagrobek bp Jana Turzona we wrocławskiej katedrze greckokatolickiej).
Typ nagrobka w typie sansovinowskim jest w Polsce popularny. W posągach osób duchownych i kobiet, które są przysłonięte długimi szatami, które z natury łagodzą kontur i bryłę) zanika gotycka ekspresyjność kształtu charakterystyczna dla postaci rycerskich, których zbroja zakłada poniekąd kanciastość i twardość. Obok takich figur odkuwano bardziej konserwatywne, przedstawienia w spokojnej, nieruchomej pozie o równo ułożonych wyciągniętych kończynach.

## Nagrobek Tomickiego na Wawelu – nagrobek monumentalny
Kaplica i nagrobek Piotra Tomickiego na Wawelu wykonał Berrecci pomiędzy 1524-26 a 1530 r.
Nowy w Polsce typ monumentu inicjuje nagrobek Piotra Tomickiego wykonany przez Berrecciego w pierwszej połowie XVI w. Jest to pomnik oparty o ścianę z prostokątną niszą dla sarkofagu z leżącą postacią zmarłego.
Ten przyścienny monument, z centralną prostokątną niszą, z cokołem i zwieńczeniem, odznacza się wyjątkową dekoracyjnością. Wnękę flankują kolumny pokryte delikatnie płaskorzeźbioną wicią roślinną, a poprzez ramę złożoną z rozetek otwiera się widok na sarkofag z postacią leżącego biskupa na tle płaskorzeźby przedstawiającej św. Piotra polecającego fundatora Madonnie.
Nagrobek Tomickiego inicjuje nowy w Polsce typ monumentu nagrobnego: pomnik oparty o ścianę z prostokątną niszą dla sarkofagu z leżącą postacią zmarłego. Wnęka taka charakterystyczna jest dla architektury nagrobkowej rzymskiego renesansu. Można przypuszczać, że pobyt swój w roku 1500 w Rzymie wykorzystał Tomicki nie tylko na praktykę prawną w rzymskiej kurii, ale i na zapoznanie się z pięknem artystycznym Rzymu. W tym czasie sławny był tam pomnik papieża Pawła II w bazylice św. Piotra, wykonany przez Mino da Fiesole i Giovanniego Dalmatę, którzy wprowadzili wtedy po raz pierwszy w nagrobku niszę prostokątną ujętą po bokach kolumnami ozdobionymi wicią roślinną, między którymi spoczywa na sarkofagu zmarły. Tak jak w nagrobku Pawła II, autor pomnika Tomickiego ponad postacią zmarłego umieścił wielofigurową płaskorzeźbę w szerokich ramach.
Postać wykonana jest z czerwonego marmuru węgierskiego i spoczywa na sarkofagu, który ozdobiono florenckim motywem unoszących się puttów, podtrzymują one herb zmarłego. Postać, pogrążona jest w spokojnym śnie, podkreślonym gestem dłoni wspierającej głowę i swobodnym układem ciała. Rzeźbiarz wybrał jakby wersję pośrednią ujęcia postaci: między martwą a żywo poruszoną (jak w nagrobkach sansovinowskich). Postać Tomickiego ułożona jest wygodnie na boku, nieznaczne podkurczenie nóg i przełożenie ich jedna przez drugą podkreśla trwanie we śnie. Twarz Tomickiego wymodelowana jest portretowo, koścista, o grubym nosie i głębokich zmarszczkach idących od nosa do brody.
Płaskorzeźba umieszczona w głębi niszy nagrobka Piotra Tomickiego, ujęta jest w szerokie ramy na wzór obrazu. Przedstawia Madonnę w wieńcu główek anielskich, klęczącego przed nią biskupa oraz patrona zmarłego, św. Piotra. Madonna ma głowę zwróconą w stronę twarzy leżącego na sarkofagu zmarłego, Dzieciątko natomiast wyciąga rączki do jego klęczącej w obrębie płaskorzeźby postaci.
Jest to jedyny przypadek w renesansowej rzeźbie w Polsce umieszczania w zaplecku kilkupostaciowej sceny (pomijając nagrobek abpa Gamrata, będący kopią pomnika Tomickiego). Było to charakterystyczne dla rzymskich pomników nagrobnych ostatniej ćwierci XV wieku i początków XVI, w których prawie zawsze umieszczano w tle sceny religijne, często bogato rozbudowane.

## Nagrobki Jana Maria Padovano
Działalność artystyczną w Polsce Padovano rozpoczął ok. 1530 r. Swoją twórczością objął rozległy obszar od Krakowa po Poznań i Wilno. Był rzeźbiarzem wytrawnym lecz także eklektycznym.
- Nagrobek bp Piotra Gamrata znajduje się w kaplicy Gamrata na Wawelu. Wzorowany jest na nagrobku bp Tomickiego. Oba posiadają ozdobną prostokątna niszę typu rzymskiego z kolumnami i wolutowym zwieńczeniem. W niszy znajdują się figury biskupów w pozie sansovinowskiej, bogata roślinna i ornamentalna dekoracja.
- Nagrobek Barbary z Tęczyńskich Tarnowskiej w Tarnowie w bazylice katedralna Narodzenia Najświętszej Maryi Panny. Tu nie ma już bogatej dekoracji ornamentalno-roślinnej, Padovano ogranicza się do dwubarwnej architektury w duchu renesansu. Prostokątna wnęka z trójkątnym przyczółkiem, wewnątrz niej postać zmarłej w powłóczystej szacie w lirycznym ujęciu. Stała się ona wzorem dla licznych posągów kobiecych w Polsce.

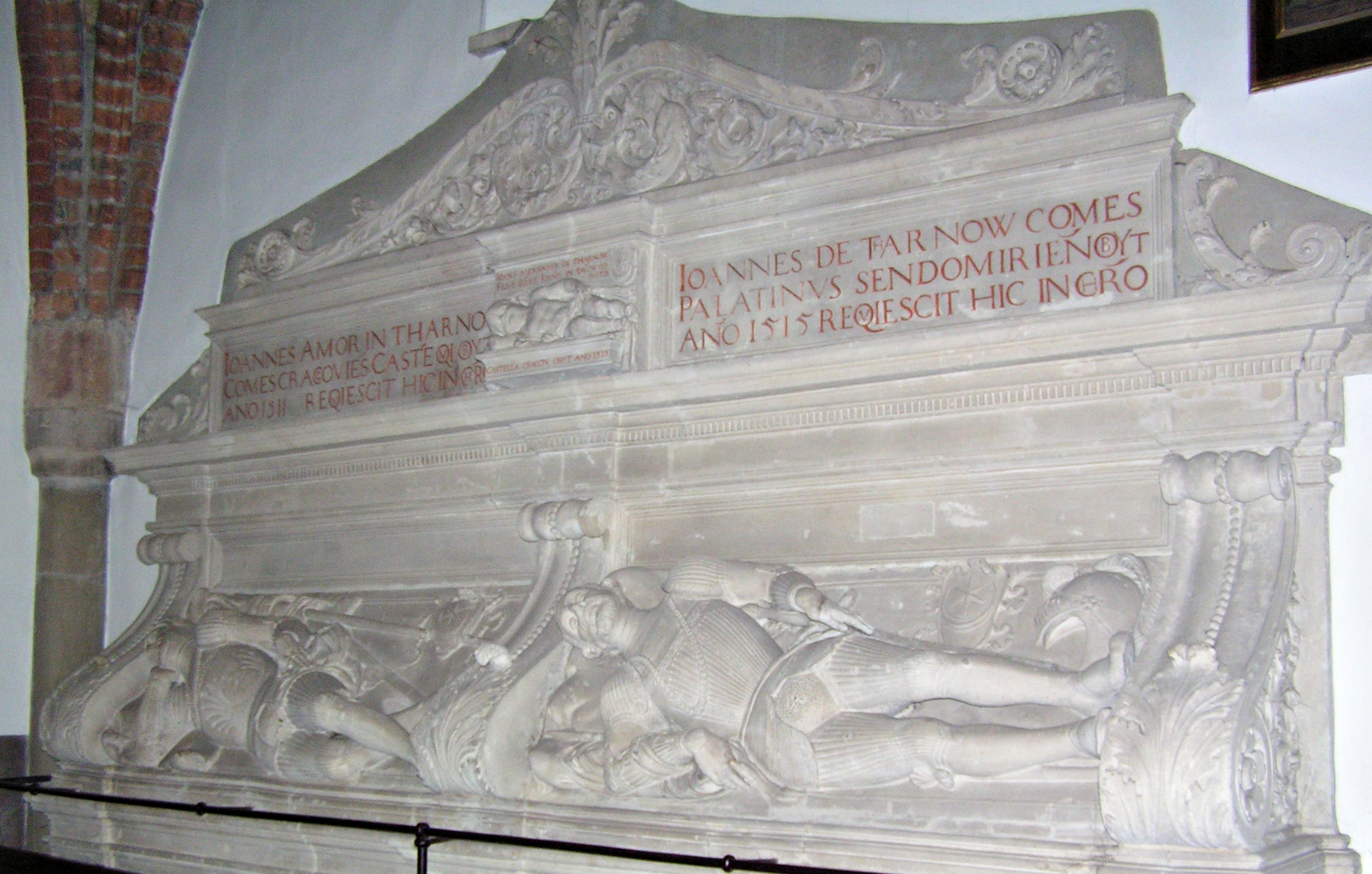
Nagrobek Tarnowskich w Tarnowie

Po 1550 r. wkroczył na drogę manieryzmu. W kościele Mariackim wzniósł dwubarwne cyborium zestawione z prostych brył.
- Nagrobek Tarnowskich w Tarnowie w bazylice katedralna Narodzenia Najświętszej Maryi Panny to największe co do wymiarów dzieło Padovana. Z czasem powiększone przez samego artystę. W rezultacie powstał nieznany we Włoszech a popularny w Polsce nagrobek dwukondygnacjowy.

W ten sam sposób przerobiono nagrobek królewski w kaplicy Zygmuntowskiej celem umieszczenia w dolnej Niszu posągu Zygmunta Augusta – tu też prawdopodobnie pracował Padovano lub Santi Gucci. Późniejszy posąg królewski wzorowano na figurze Zygmunta I ale w stylu jest bardziej manierystyczny.
W późnych pracach Padovano występowały cechy manieryzmu.

## Jan Michałowicz z Urzędowa, nurt „antyklasyczny”
W okresie manieryzmu rzeźba nagrobkowa mnożyła się w kaplicach rodowych. Fundowały je rody magnackie, średnia szlachta, rzadziej patrycjat miejski. Powtarzano schemat postaci uśpionej. Przedstawiano też zmarłych w pozie klęczącej lub siedzącej. Ich styl lawiruje między późnym renesansem a manieryzmem, czasem zahacza o ludowe uproszczenia. Kamienne figury wkomponowywano w ramy małej architektury ozdobionej dekoracyjnym reliefem. Oprócz wpływów włoskich coraz częściej pojawiały się też wpływy niderlandzkie.

### Nagrobek bp Andrzeja Zebrzydowskiego w Krakowie
Architektoniczna statyka renesansowych brył jest w całości nagrobka poważnie zachwiana, zatarły się granice między elementami konstrukcji i motywami dekoracyjnymi.
Efekty architektoniczno-plastyczne są wyraźne: z masywnymi partiami mijają się partie powietrzne i ażurowe. Brak tu harmonii i poczucia proporcji właściwych dla włoskiego renesansu, artysta nie respektuje zasad klasycznych, poszukując w architekturze przede wszystkim malowniczości i dekoracyjności.
Nagrobek był pierwotnie polichromowany. Błękit tła, złocenia i srebrzenia podkreślały bogactwo form.
Splata się tu tradycja historyczna z ówczesną narastającą współczesnością. Nad łukiem archiwolty biegnie późnogotycki ornament liściasty, a pulpit wezgłowia ma jeszcze tradycyjne wycięcie w ośli grzbiet.
Układy ornamentu kandelabrowego z panneau dekoracyjnych nagrobka i kaplicy mają charakter renesansowy, oparty na wzorach kaplicy Zygmuntowskiej. Na arabeskowe sploty wokół kolumn Michałowicz nałożył motywy roślinne, zwoje wolutowe, panoplia, owoce, paciorki, zwierzęce maszkarony.
Obok dekoracyjnych motywów typu renesansu włoskiego widoczne są w nagrobku dalszą infiltrację italianizmu niderlandzkiego. Poligonalnie rżnięte kaboszony zdobią skrzydła boczne i dół sarkofagu. Pod trójkątnym zwieńczeniem aediculi włoskie zwoje wolutowe przekształcają się w niderlandzkie rollwerki. Podobnie z pogranicza renesansowych wolut i niderlandzkich rollwerków są kapitele kolumn i nogi sarkofagu. Tutaj ulubiony motyw antyku Michałowicza, delfiny, wyłaniają się spod ucisku wolut, przytłoczonych z kolei ciężarem masywnej trumny. Motyw rollwerkowo – roślinny z satyrami obramia tablicę inskrypcyjną to wpływ wzorników Florisowskich.
W rzeźbie nagrobka Zebrzydowksiego Michałowicz jest twórcą antyklasycznym i klasycznym. Antyklasyczny jest gdy omawiamy
architektoniczne aspekty jego nagrobków (zaciera granice między tym co dźwigające a tym co dźwigane, statyka elementów architektonicznych jest poważnie zachwiana, niektóre elementy stają się afunkcjonalne – np. skręcone o 45 stopni kapitele wystają daleko na boki). Brak tu harmonii i poczucia proporcji właściwych dla włoskiego renesansu. Artysta nie respektuje zasad klasycznych, poszukując w architekturze przede wszystkim malowniczości i dekoracyjności. Z kolei klasyczny cechy przedstawia Michałowicz w elementach figuralnych. W tej dziedzinie jest on kontynuatorem Berrecciego i jawi się jako artysta klasyczny.
Styl Michałowicza nazywa się jubilerskim. Czerpie z ornamentów późnogotyckich, z ornamentów z kaplicy Zygmuntowskiej o włoskim
pochodzeniu, ale też i z ornamentów niderlandzkich – stosuje rollwerki, kaboszony.

### Nagrobek Filipa Padniewskiego, na Wawelu, 1572 r.
Zdecydowanie różni się od poprzednich dzieł Michałowicza, co potwierdza padovanowska figura i styl kartuszów. Zamiast wielkiej, półkolistej niszy środkowej charakterystycznej dla trzech wcześniejszych nagrobków Michałowicza znajduje się tu nisza dwułuczna. Cokół po raz pierwszy u Michałowicza podtrzymują trzy męskie hermy, będące motywem dekoracyjno-konstrukcyjnym. Charakteryzują się surowym opracowaniem, co dowodzi, że są dziełem pomocników. Wyraźniejszy jest także, niż w poprzednich realizacjach, schemat architektoniczny, który przez ograniczenie ornamentacji posiada wyraźniejsze niż we wcześniejszych realizacjach zarysy.
Inspiracjami dla nagrobka były:
- Rodzinny nagrobek Wawrzyńca Spytka Jordana (1565- 1568): dwułuczna nisza Padniewskiego jako oddźwięk trzyłucznej niszy ujętej w kolumny; umieszczenie na kroksztynie, u spływu wolut (w żagielkach niszy) uskrzydlonej główki anioła w sposób podobny jak główek kobiecych zwisających u zbiegu łuków nagrobka Jordanów; rozetki na łukach zainspirowały Michałowicza, do zastosowania na łukach Padniewskiego nie spotykanych wcześniej guz w kształcie główek gwoździ; na sylwetę zwieńczenia nagrobka Padniewskiego oddziałało zwieńczenie nagrobka Jordanów o żywej, faliście zakreślonej sylwecie (nie florisowskie lecz niderlandzkie), u Padniewskiego woluty dodatkowo wbiegają w maszkaron.
- Wzorniki Florisa: sarkofag będący zarazem podstawą niszy, odgrywa też role horyzontalnego podziału w kompozycji całości.

Jan Michałowicz z Urzędowa, kolejny wielki twórca nagrobków jako architekt i rzeźbiarz – dekorator reprezentuje nurt „antyklasyczny”. Gdzie tylko może, artysta traktuje elementy architektoniczne jako motywy dekoracyjne i zatraca granicę między architekturą a ornamentyką. Nie ma dla niego znaczenia podkreślanie, że jedne człony są dźwigające, a drugie dźwigane, że poszczególne porządki powinny być przedstawione według określonych reguł.

## Hieronim Canavesi

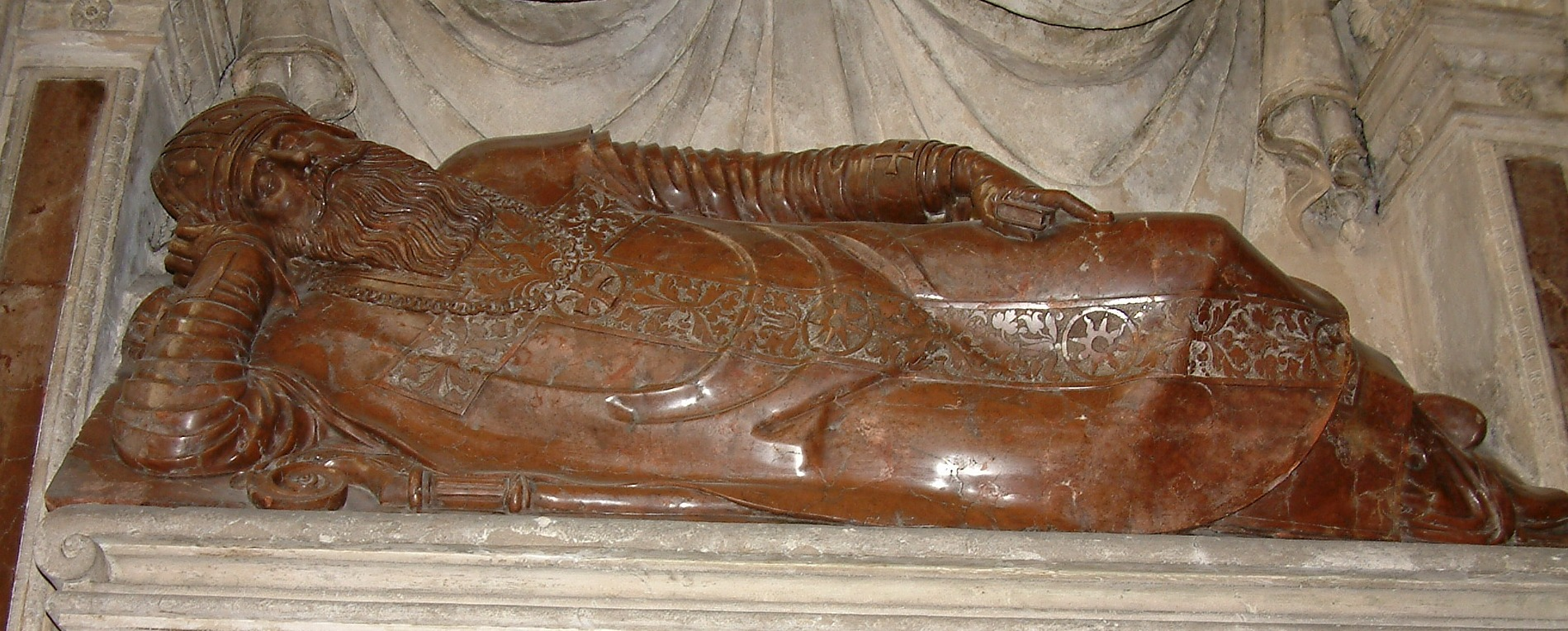
Nagrobek Adama Konarskiego

Hieronim Canavesi wprowadził do sztuki sepulkralnej nowe stroje i pozy zmarłych, ornamenty czerpał ze wzorników Vredemana de Vries
- Nagrobek Górków, 1576 r.
- Nagrobek Kaspra Wielogłowskiego w Czchowie
- Nagrobek Jakuba Rokossowskiego w Szamotułach

Dwa ostatnie nagrobki nie prezentują wysokiej klasy rzeźbiarskiej, ich architektura jest ciężkawa a figury toporne. Kierowany przez Canavesiego warsztat kamieniarski nastawiony na cele komercyjne nie miał zbytnich ambicji artystycznych.

## Nagrobki lwowskie , „styl krakowski” we Lwowie
Uczniowie Michałowicza: Jan Biały i Sebastian Czeszek eksportują „styl krakowski” do Lwowa.
Sebastian Czeszek wykonuje nagrobek Katarzyny Ramułtowej w Drohobyczu. Jest to pulpitowa płyta między jońskimi pilastrami. Leżąca na płycie postać zmarłej ubrana jest w szatę o charakterystycznych, zrytmizowanych fałdach, które w opracowaniu nawiązują do prac Michałowicza.
W twórczości Białego i Czeszka widać charakterystyczne dla samego Lwowa cechy:
- krzyżowanie się sztuki zachodu z impulsami ze wschodu,
- czynniki włoskie,
- dekoracyjno-ornamentalna sztuka Północy,
- drobne elementy zaczerpnięte ze sztuki islamu.

Do ulubionych materiałów należał alabaster. Często wykorzystywali też różnobarwne kamienie.

## Rzeźba końca XVI w., główne typy nagrobków
Coraz mniej widać elementów włoskiego renesansu a więcej manieryzmu niderlandzkiego. W drugiej poł. XVI ustaliły się główne typy pomników nagrobnych, do najpopularniejszych należał :
- nagrobek piętrowy z dwoma leżącymi postaciami. Do jego części składowych należały: cokół, boczne konsole wolutowe, pulpitowe płyty z wypukłą rzeźbą i zwężony szczyt.
- Michałowicz i Padovano propagowali nagrobek trójdzielny.
- Canavesi w nagrobku Górków połączył typ piętrowy z trójdzielnym.
- Prostszy, a mimo to rzadszy nagrobek dwudzielny z dwiema arkadowymi wnękami przeznaczonymi dla postaci siedzących jest dalekim echem posągów medycejskich Michała Anioła.
- Nagrobki niszowo-arkadowe: w ścianie osadzano jednowiekowe nagrobki z półpostaciami głównie mieszczan. Trafiały się także wnęki zdwojone zazwyczaj z wizerunkami pary małżeńskiej przedzielone kolumienkami z wicią roślinną. Schemat ten o wyraźnie klasowej ale i uczuciowo-symbolicznej wymowie, zazwyczaj realistycznie opracowana fizjonomia (nagrobek Montelupich i Cellarych).
- Nagrobki z postaciami klęczącymi, ulubione przez mieszczan, dzieliły się na dwa rodzaje: niewielkie epitafia z niewielkimi figurkami ustawionymi po obu stronach krucyfiksu i spore pomniki ze znanym motywem nisz arkadowych. Popularne są przede wszystkim w Małopolsce, Wielkopolsce, Warmii i Pomorzu. (głównym ich twórcom był Wilhelm van den Blocke).
- Nagrobki z postaciami dzieci, najczęściej w towarzystwie rodziców.

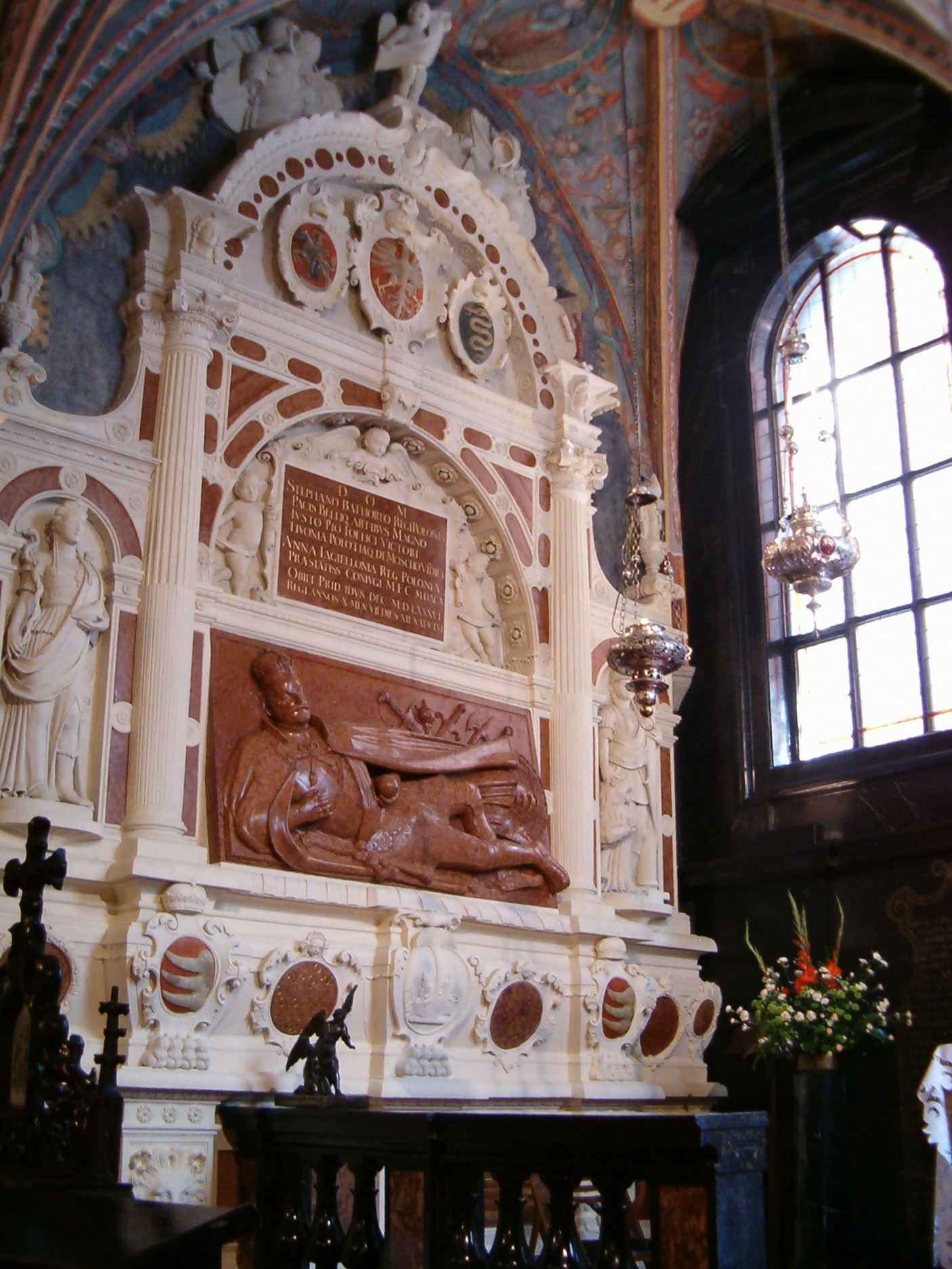
Nagrobek Stefana Batorego

## Nagrobek Stefana Batorego, Santo Gucci
Nagrobek Stefana Batorego znajduje się w kaplicy Mariackiej na Wawelu. Nagrobek wykonał Santi Gucci w 1595 roku.
Nagrobek wykonany został z białego pińczowskiego kamienia, czerwonego marmuru węgierskiego i alabastru w typie trójdzielnym. Kompozycja jego jest trójosiowa, oparta na zredukowanym schemacie łuku triumfalnego z wysokim cokołem i dekoracyjnym zwieńczeniem. Nagrobek uderza znacznym zróżnicowaniem kolorystycznym jak i niezwykłą płaskością form.
Stanowiąca główny akcent nagrobka, marmurowa płyta z wypukło-rzeźbioną figurą zmarłego władcy została umieszczona w części centralnej. Uderza daleka od naturalizmu wystudiowaną pozą postaci i płaszczyznowo linearnym traktowaniem i zarazem precyzyjnym odkuciem szczegółów. Odnosi się wrażenie jakby zmarły osuwał się z płyty. Takie płaszczyznowe ujęcie było wynikiem odejścia i zaniku nagrobka tumbowego, wolnostojącego i związanie pomnika grobowego z murami wnętrza kaplicy.
Analogie pojawiają się między półkolistym szczytem nagrobka Batorego z motywem półkola w dekoracji ściany tarczowej kaplicy Zygmuntowskiej. Równocześnie nagrobek Batorego i Anny Jagiellonki wykazują analogie w sposobie ujęcia postaci i ich układu oraz takiego samego materiału.
Można tu dostrzec podporządkowanie całości ściśle wyznaczonym osiom jak i przewagę wertykalizmu nad podziałami horyzontalnymi zarówno wieloplanowość odpowiadająca kulisowości założeń pałacowych jak i płaszczyznowość form.

## Nagrobek Spytka Jordana
Nagrobek znajduje się w kościele św. Katarzyny Aleksandryjskiej i św. Małgorzaty w Krakowie.
Ważną rolę w przestrzeni trójarkadkowej niszy stanowią umieszczone w niej postacie, wśród których znalazł się także sam fundator. Spytek Jordan oraz towarzyszący mi ojciec i dziad, który zostali przedstawieni w strojach rycerskich. Młody Spytek Wawrzyniec leży z wdziękiem opierając łokieć o księgę. Pomimo wzniesionego tułowia i skrzyżowanych nóg, jego poza jest lekka, niewymuszona. Interesującym zabiegiem jest fakt, że cała postać Spytka wychyla się z niszy, zaś spoczywający przed nim hełm wystaje nawet poza gzyms. Dotyczy to także ukazanych za nim starców będących uosobieniem zamyślenia i spokoju, których nogi wystają poza przestrzeń niszy. Wśród zestawionych postaci jedynie Spytek otrzymał zindywidualizowane rysy, pozostałe osoby nie wykazują cech portretowych.
Struktura nagrobka Spotyka Jordana sprawia wrażenie mozolnie zestawionych elementów, które ze względu na brak jednego punktu ciężkości nie wiążą się w logiczną całość. Oko widza gubi się w szczegółach, nie mogąc określić miejsca, które stanowiłoby kompozycyjne centrum.
Inspiracje:
- Dynamiczne linie zwieńczenia grobowca Spytka są kopią szczytu gucciowskiego w Janowcu z roku 1587.
- Zdwojony cokół jest cytatem z nagrobka Stefana Batorego na Wawelu z roku 1595.
- Putta nad arkadami wzorowane na puttach gucciowskich stall w kaplicy Batorego oraz na pomniku Branickich w Niepołomicach pochodzących z 1596 roku.
- Analogia z dziełami warsztatu „Gucciego” ujawnia się przy analizie zwieńczenia nagrobka, który jest niemal identyczny ze zwieńczeniem grobowca Uchańskich z lat 1575-1590. U Santi Gucciego i jego naśladowcy całość ma charakter bardziej płaszczyznowy niż w mauzoleum Spytka, postacie leżące cechu wystylizowanie i zmanierowanie.
- Podobieństwo motywów wiąże także Nagrobek Spytka Jordana ze znajdującym się w kościele Najświętszej Marii Panny w Krakowie nagrobku Montelupich, będącym dziełem nieznanego z nazwiska epigona Gucciego. Przedstawienie kobiet w niszach nagrobka Montelupich odtwarzają ogólny układ i ruch rąk niewiasty Jordanowych, umieszczona u szczytu sprawiedliwość jest odpowiednikiem alegorycznej postaci u Montelupich. Ponadto motywy ornamentacyjne takie jak kartusze z wywiniętymi brzegami, putta, trupie czaszki i girlandy w każdym z tych dzieł są identyczne. Jednakże swobodny układ szat postaci w nagrobku z kościoła Mariackiego i sposób wkomponowanie niewiast w dziele Jordanów przeczy możliwości wspólnego twórcy, sugeruje to jedynie ze obaj czerpali z tego samego środowiska.

Nagrobek Spytka Jordana w Krakowie został wzniesiony w czasie, kiedy na grunt polski przedzierała się już z Włoch idea sztuki wczesnego baroku wypierając z wolna manierę renesansową.

## Nagrobek Montelupich, warsztat Santi Gucciego
Główną część pomnika stanowią otoczone podwójnymi kolumnami wnęki arkadowe z portretowymi popiersiami zmarłych. Rozwiązanie to znane jest już z nagrobka Kryskich w Drobinie, figury umieszczone w niszach występują także w nagrobku Branickich w Niepołomicach. Staranne wykonanie wizerunków sugeruje, iż zostały wyrzeźbione przez samego Gucciego, zwłaszcza popiersie Urszuli przypominające figurę z nagrobka Anny Jagiellonki, jest szczególnie bliskie najbardziej pewnym dziełom Włocha.
Pomnik wieńczą architektoniczne nasady, wyposażone w kartusze herbowe oraz figury alegoryczne: Roztropności, Męstwa i Powściągliwości. Postaci te nawiązują do motywów występujących na wyposażeniu kaplicy Batorego. Także cokół z nałożonymi tablicami wsparty na łapach, użycie wielobarwnego wątku oraz kolumny w roli zasadniczych podziałów architektonicznych zaczerpnięte zostały z nagrobka króla.